# Élections législatives géorgiennes de 2008
Les élections législatives géorgienne de 2008 se sont tenues le 21 mai de cette année, elles ont permis de renouveler l'unique chambre du parlement géorgien. La coalition du président Mikheïl Saakachvili précédemment réélu la même année arrive en tête avec près de 59 % des voix. La participation à cette élection est en baisse par rapport à l'élection de 2004, 52,82% contre 63.93%.

## Système électoral
Le Parlement compte 150 députés élus pour quatre ans selon un système mixte de type parallèle : 73 députés sont élus dans le cadre de circonscriptions et les 77 autres au scrutin de liste à répartition proportionnelle.

## Contexte

### Élection de Saakachvili
En janvier 2008, ont eu lieu l’Élection présidentielle du pays qui ont vu la victoire pour un nouveau mandat de Saakachvili. Arrivé au pouvoir en 2004 après avoir participé à la Révolution des Roses, Saakachvili a perdu au fil des années la confiance qu’avait le peuple géorgien envers son dirigeant. Symbole de nouvelles valeurs et d’une volonté de se rapprocher de l’Occident, Saakachvili s’était  finalement tourné vers la Russie pour maintenir à flot son économie. Bien que le PIB du pays est largement augmenté sous sa présidence, la Géorgie demeure un des pays les plus pauvre de la CEI et le taux de chômage n’a fait qu’augmenter. De plus, l’année précédente, de virulentes manifestations avaient eu lieu dans le pays en protestation du gouvernement prétendument corrompu. Cette crise avait provoqué à la mise en place de l’État d'urgence pendant près de 2 semaines dans tout le pays.

### Date des élections
Après les émeutes de 2007, le président Saakachvili décide d’avancer les élections législatives pour redéfinir le Parlement de Géorgie. La date du 21 mai n’est probablement pas choisi au hasard, le 26 mai 1918 étant la date de l’Indépendance du pays.

### Sondage d’opinion
Le 5 mai 2008, quelques mois avant ces élections, l’entreprise américaine Greenberg Quinlan Rosner publie les résultats d’un sondage d’avant-élection commandé par le Mouvement national uni. Ce sondage donne 44 % d’intentions de vote pour le MNU, reléguant à 12 % l’opposition, à 11 % le Parti chrétien-démocrate, à 7 % le Parti travailliste et à 4 % le Parti républicain alors que 16 % des interrogés restent indécis.

### Incident
Le jour des élections, a lieu une fusillade dans la ville de Khurcha à l’ouest du pays, 3 personnes sont grièvement blessés et la vidéo de l’attaque est diffusée à la télévision géorgienne. Saakachvili accuse alors cette fusillade comme une tentative de compromettre les élections. Cette attaque sera sans réelle incidence, l’enquête du Comité norvégien d’Helsinki (en) tendrait plutôt vers un attentat perpétré par des forces géorgiennes.

### Principaux partis
| Parti ou coalition     | Président             |
| ---------------------- | --------------------- |
| Mouvement national uni | Bidzina Ivanichvili   |
| Opposition (FN-PND)    | Levan Gatchetchiladze |

## Résultats
| Inscrits                       | Inscrits                 | Inscrits                 | 3 465 736 |             |                       |                       |
| Abstentions                    | Abstentions              | Abstentions              | 1 635 012 | 47,18 %     |                       |                       |
| Votants                        | Votants                  | Votants                  | 1 830 724 | 52,82 %     |                       |                       |
|                                |                          |                          |           |             |                       |                       |
| Bulletins enregistrés          | Bulletins enregistrés    | Bulletins enregistrés    | 1 830 724 |             |                       |                       |
| Bulletins blancs ou nuls       | Bulletins blancs ou nuls | Bulletins blancs ou nuls | 72 546    | 3,96 %      |                       |                       |
| Suffrages exprimés             | Suffrages exprimés       | Suffrages exprimés       | 1 758 178 | 96,04 %     | 150 sièges à pourvoir | 150 sièges à pourvoir |
|                                |                          |                          |           |             |                       |                       |
| Liste                          | Tête de liste            |                          | Suffrages | Pourcentage | Sièges acquis         | Var.                  |
| Mouvement national uni         | Mikheil Saakashvili      |                          | 1 050 237 | 59,73 %     | 119 / 150             |                       |
| Opposition                     | Levan Gachechiladze      |                          | 314 668   | 17,9 %      | 17 / 150              |                       |
| Mouvement Chrétien-démocrate   | Giorgi Targamadze        |                          | 153 634   | 8,74 %      | 6 / 150               |                       |
| Parti travailliste géorgien    | Chalva Natelachvili      |                          | 132 092   | 7,51 %      | 6 / 150               |                       |
| Parti républicain              | David Oussoupachvili     |                          | 67 037    | 3,81 %      | 2 / 150               |                       |
| L'industrie sauvera la Géorgie | Gogi Topadze             |                          | 16 440    | 0,94 %      | 0 / 150               |                       |
| Alliance chrétienne-democrate  | Giorgi Maisashvili       |                          | 15 839    | 0,9 %       | 0 / 150               |                       |
| Les Politiciens de Géorgie     | Gocha Pipia              |                          | 8 231     | 0,47 %      | 0 / 150               |                       |

### Critiques
Ces élections législatives ont suscité de vives critiques, notamment de la part du Parlement européen, chargé d'observer leur déroulement. Les observateurs ont relevé des irrégularités dans le processus électoral, jetant le doute sur la transparence et l'équité du scrutin. En réaction, certains élus ont décidé de boycotter les sessions parlementaires, dénonçant un manque de légitimité des résultats. Ces tensions se sont rapidement traduites par des manifestations à travers le pays, rassemblant des milliers de citoyens mécontents, exigeant des réformes démocratiques et une meilleure organisation des élections futures.